# Gustav Elmen

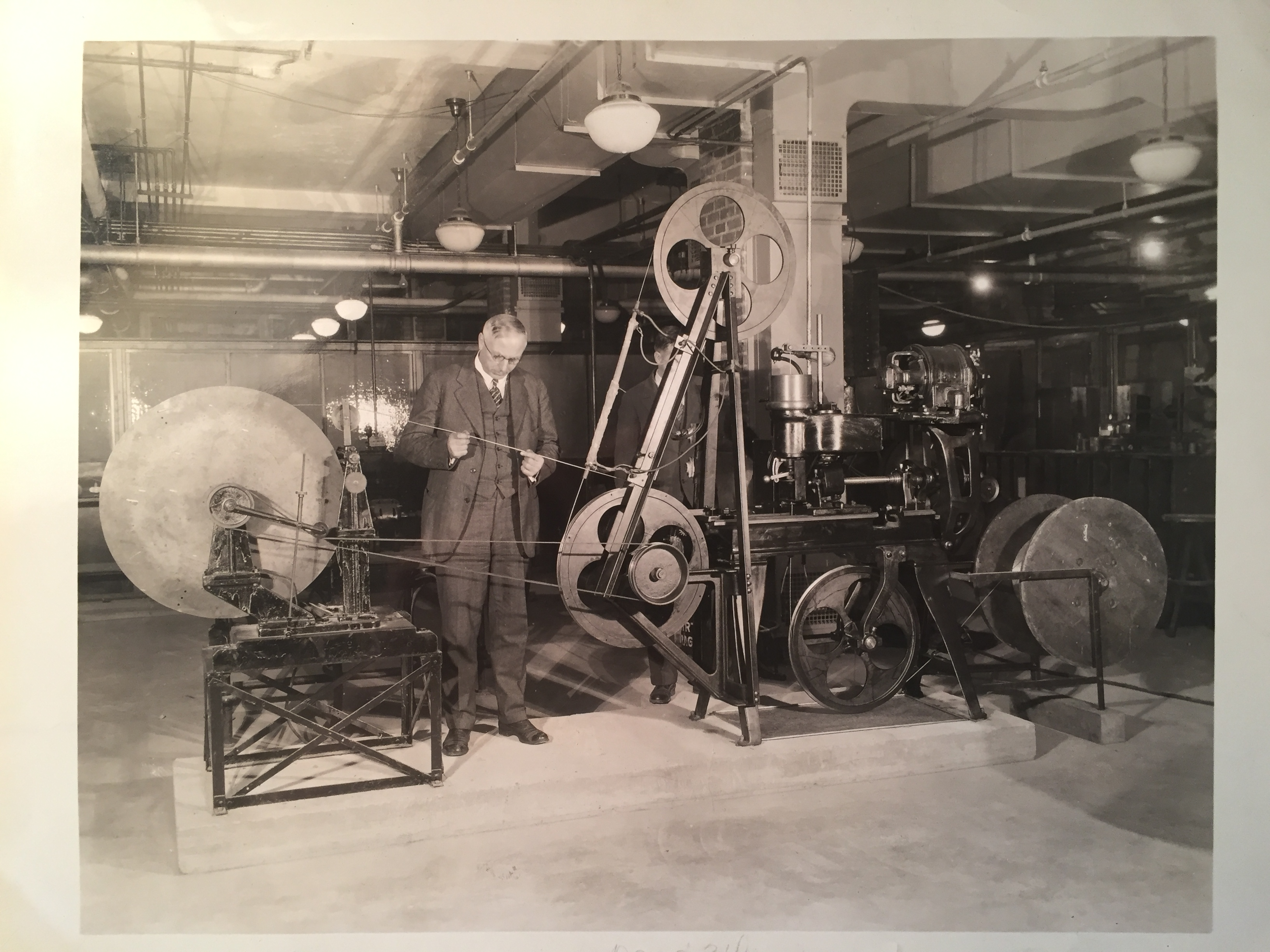
Gustav Elmen dans les laboratoires Bell.

Gustav Valdemar Elmen (né le 22 décembre 1876 à Stockholm; † 10 décembre 1957 à Englewood (New Jersey)) est un électrotechnicien et métallurgiste américain d'origine suédoise, qui élabora en 1913 un nouvel alliage, le Permalloy (de même que le Mu-métal).

## Biographie
Il avait émigré en 1893 aux États-Unis, et obtint sa naturalisation en 1918. Il travailla chez General Electric de 1904 à 1906, puis chez Western Electric de 1906 à 1925 et de 1925 à 1941 pour les Laboratoires Bell. En 1941, il fut chargé de mettre sur pied le laboratoire du magnétisme du Naval Ordnance Laboratory à Washington D.C., unité qu'il dirigea jusqu'en 1956.  
Après de nombreux essais, il parvint en 1914 à élaborer un alliage dont la perméabilité magnétique pouvait être augmentée par traitement thermique : le Mu-métal. Avec deux collègues des Laboratoires Bell, Oliver Ellsworth Buckley et Harold D. Arnold, il publia vers 1915 un procédé de fabrication de câbles sous-marins, où le fil de cuivre est entrelacé de brins de Permalloy. Ce nouveau type de câble fut testé en 1923 aux Bermudes, et dès septembre 1924, il était utilisé pour câbler New York à Horta (Açores). 
Elmen fut récompensé en 1927 par la Médaille John Scott, et en 1940 par le prix Modern Pioneer.